# Independence Township (comté de Schuyler, Missouri)
Pour les articles homonymes, voir Independence Township.
Independence Township est un ancien township, situé dans le comté de Schuyler, dans le Missouri, aux États-Unis,.
Le township est fondé en 1843.

### Source de la traduction
- (en) Cet article est partiellement ou en totalité issu de l’article de Wikipédia en anglais intitulé « Independence Township, Schuyler County, Missouri » (voir la liste des auteurs).